# Patrick Ryan
Patrick Ryan é um escritor americano, nascido em Washington, nos Estados Unidos da América. Ryan cresceu na Flórida e vive em Nova Iorque. As suas obras foram publicadas na Yale Review, na Iowa Review, One Story, e outras revistas. Publicou os romances Send Me e Saints of Augustine.